# Eat a Peach
Albums de The Allman Brothers Band
At Fillmore East
(1971) Brothers and Sisters
(1973)
Singles
1. "Ain't Wastin' Time No More"
Sortie : avril 1972
2. "Melissa"
Sortie : août 1972
3. "One Way Out"
Sortie : novembre 1972

Eat a Peach est un double-album du groupe blues rock américain The Allman Brothers Band. Il est sorti le 12 février 1972 sur le label Capricorn Records et a été produit par Tom Dowd. Ce quatrième album est le dernier auquel le guitariste Duane Allman ait participé, car il trouva la mort dans un accident de moto pendant son enregistrement.

## Historique
Cet album, sorti peu de temps après At Fillmore East, bénéficia du succès remporté par ce dernier. Il contient d'ailleurs trois morceaux enregistrés lors des concerts que le groupe donna au Fillmore : "Trouble no More", "One Way Out" ainsi que l'interminable "Mountain Jam", un bœuf de 33 minutes sur un morceau de Donovan "First There Is a Mountain".
Le reste de l'album fut enregistré aux Studios Criteria de Miami , et acheva d'établir le groupe comme un des plus inventifs du moment sur la scène blues rock. Mêlant des morceaux acoustiques dépouillés tels "Melissa" et "Little Martha", des tubes rock comme "Blue Sky", l'album s'ouvre sur un hommage à Duane Allman, "Ain't Wastin' Time No More".
À l'origine, Phil Walden, patron de Capricorn Records, proposa au groupe la célèbre pochette rose et bleu ornée d'un camion transportant une pêche géante. L'album devait s'appeler The Kind We Grow in Dixie mais ce titre ne satisfaisait pas le groupe. Peu après la mort de Duane, Dickey Betts suggéra de rebaptiser l'album "Eat a Peach for Peace", en référence à une interview que Duane accorda a Rolling Stone juste avant sa mort. Quand le journaliste lui demanda ce qu'il convenait faire pour soutenir le mouvement anti-guerre, Duane répondit : « Ce n'est pas une révolution, mais une évolution, alors à chaque fois que je rentre en Géorgie je mange une pêche pour la paix ». L'album fut finalement baptisé "Eat a Peach".
"Eat a Peach" atteindra la quatrième place du Billboard 200 en 1972 et fut certifié disque de platine en 1995, mais les trois singles, "Ain't Wastin' Time No More" (#77), "Melissa" (#86) et "One Way Out" (#86) auront moins de succès.
La pochette de l'album est souvent citée comme une des plus originales pour un album de rock.
En 2020, l'album a reçu le Grammy Hall of Fame Award.

## Pistes

### Eat a Peach (1972)
1. Ain't Wastin' Time No More (Gregg Allman) — 3:40
2. Les Brers In A Minor (Dickey Betts) — 9:03
3. Melissa (G. Allman) — 3:54
4. Mountain Jam[3] (Leitch / Duane Allman / G. Allman/Betts / Jai Johanny Johanson / Berry Oakley / Butch Trucks) — 33:38
5. One Way Out[4] (Sonny Boy Williamson II / Marshall Sehorn / Elmore James) — 4:58
6. Trouble No More[3] (Morganfield) — 3:43
7. Stand Back (G. Allman / Oakley) — 3:24
8. Blue Sky (Betts) — 5:09
9. Little Martha (D. Allman) — 2:07

Les titres studios furent enregistrés aux Studios Criteria à Miami (Floride) entre septembre et décembre 1971.
Sur la version vinyle originale les quatre faces sont organisées comme suit :
- Face 1 : Piste 1, 2 et 3, morceaux enregistrés après la mort de Duane Allman
- Face 2 : La première partie de Mountain Jam (19:37)
- Face 3 : Pistes 5 à 9 à l'enregistrement auxquelles a participé Duane Allman
- Face 4 : La seconde partie de Mountain Jam (15:06)

### Eat a Peach [Deluxe Edition] (2006)
Le 23 mai 2006, "Eat a Peach" fut réédité dans une version remastérisée contenant l'album original sur le CD 1, ainsi que l'intégralité du concert final au Fillmore East, le 27 juin 1971 sur le CD 2.
CD 2 : THE FINAL FILLMORE EAST CONCERT JUNE 27, 1971
1. Statesboro Blues — 4:28
2. Don’t Keep Me Wonderin’ — 3:46
3. Done Somebody Wrong — 3:38
4. One Way Out — 5:08
5. In Memory Of Elizabeth Reed — 12:51
6. Midnight Rider — 3:11
7. Hot ’Lanta — 5:51
8. Whipping Post — 20:06
9. You Don’t Love Me — 17:24

## Personnel
- Gregg Allman : chant, piano, orgue, piano électrique, guitare acoustique sur "Melissa"
- Duane Allman : guitare lead, slide, acoustique sur "Blue Sky" et "Little Martha"
- Dickey Betts : guitare lead, slide, acoustique sur "Little Martha", chant sur "Blue Sky"
- Jai Johanny Johanson : batterie, congas
- Berry Oakley : basse
- Butch Trucks : batterie, percussions, timbales, gong, vibraphone, tambourin

## Charts et certifications
| Pays       | Durée du classement | Meilleur classement |
| ---------- | ------------------- | ------------------- |
| Canada     | 14 semaines         | 12e                 |
| États-Unis | 48 semaines         | 4e                  |

| Pays       | Ventes      | Certification | Date       |
| ---------- | ----------- | ------------- | ---------- |
| États-Unis | 500 000 +   | Or            | 13/04/1972 |
| États-Unis | 1 000 000 + | Platine       | 28/12/1995 |

### Charts singles
| Année | Single                     | Chart   | Position |
| ----- | -------------------------- | ------- | -------- |
| 1972  | Ain't Wasting Time No More | Hot 100 | 77e      |
| 1972  | Melissa                    | Hot 100 | 86e      |
| 1972  | One Way Out                | Hot 100 | 86e      |